# Химн на Северна Корея
„Егука“ (애국가 / 愛國歌) е националният химн на Северна Корея. Преводът на заглавието е „Песен за любов към страната“ или „Патриотична песен“.
През 1945 г. Ким Уон-гун пише мелодията на „Отечествената песен“ в чест на освобождението на Корея от японската окупация, а година по-късно Пак Сун-Йонг пише поезия върху нея.
В началото на 1980-те Ким Чен Ир се стреми да намали влиянието на „Отечествената песен“ в полза на „Песента на генерала Ким Ир Сен“. В резултат на това „Песен на генерала Ким Ир Сен“ и „Песен на генерала Ким Чен Ир“, фактически се превръщат в национални химни на КНДР, а „Егука“ остава държавен.

## На корейски
아침은 빛나라 이 강산
은금에 자원도 가득한
삼천리 아름다운 내 조국
반만년 오랜 력사에
찬란한 문화로 자라난
슬기론 인민의 이 영광
몸과 맘 다 바쳐 이 조선
길이 받드세
백두산기상을 다 안고
근로의 정신은 깃들어
진리로 뭉쳐 진 억센 뜻
온 세계 앞서 나가리
솟는 힘 노도도 내밀어
인민의 뜻으로 선 나라
한없이 부강하는 이 조선
길이 빛내세

## На български
Утрото блести над Родината
Богат на злато и сребро
О красиво Отечество от три хиляди ли,
С история от пет хиляди години.
Израствайки в славна култура,
Гордостта на мъдрите хора
Нашите сърца и умове обслужват Корея,
Винаги верен!
Във вятъра над Паектусан
Духът на труда се придобива.
Твърда воля, обединена в истината
Ще бъдем славни по целия свят.
През бурите, които минаха с яростна сила
По волята на хората родена страна,
Похвали мощната, просперираща Корея -
Завинаги свети!